# Superintendencia de Bancos de Panamá
La Superintendencia de Bancos de Panamá es el ente oficial en la República de Panamá que tiene a su cargo la supervisión bancaria y fiduciaria.

## Funciones y atribuciones
Entre las funciones que tiene la Superintendencia de Bancos están:
- Velar por que los bancos mantengan coeficientes de solvencia y liquidez apropiados para atender sus obligaciones.
- Fortalecer y fomentar condiciones propicias para el desarrollo de Panamá como centro financiero internacional.
- Promover la confianza pública en el sistema bancario.
- Desarrollar las disposiciones del régimen bancario.
- Imponer las sanciones correspondientes a quienes ejerzan el negocio de banca sin estar debidamente autorizados.
- Ejercer las funciones que le sean asignadas por las leyes de la República.

## Inicios
Desde la creación de la Superintendencia de Bancos se ha contribuido a minimizar los principales riesgos y a garantizar la seguridad y solidez del Centro Bancario Internacional. Este gran compromiso y responsabilidad se ha construido sobre bases sólidas de credibilidad, estabilidad y profesionalidad, al proyectar una mejor imagen de un centro moderno y confiable.
1. Fortalecer la supervisión bancaria mediante el desarrollo y establecimiento de un marco regulatorio general, que contenga elementos suficientes para una adecuada gestión de riesgos por parte de las entidades bancarias.
2. Fortalecer la gestión e implementación de un buen sistema de gobierno corporativo que introduzca avances y reglamentaciones, que contemplen las mejores prácticas.
3. Velar por el fiel cumplimiento de los estándares internacionales en materia de prevención de lavado de dinero, trata de personas y financiamiento del terrorismo.
4. Atraer fundamentalmente bancos importantes de América Latina, así como bancos provenientes de países de la Organización para la Cooperación y el Desarrollo Económico (OCDE), para fortalecer así la proyección internacional del Centro Bancario Internacional.
5. Continuar con las negociaciones de acuerdos o entendimientos con entes supervisores extranjeros que permitan la supervisión consolidada y que aseguren que las relaciones con dichos entes se fundamenten en principios de reciprocidad y confidencialidad y se ciñan a estrictos fines de la supervisión bancaria.

Basado en este plan, con miras a consolidar cada vez más a Panamá como Centro Bancario para las Américas, se implementa un esquema actualizado para la evaluación y medición adecuada y oportuna de la situación de las entidades y grupos bancarios, que busca fortalecer el sistema de supervisión bancaria con énfasis en la evaluación de la calidad del gobierno corporativo y de la gestión de riesgos, para los efectos de conocer cuál es su perfil de riesgos y adoptar las mejores estrategias de supervisión.
Para tal fin, se adoptó la utilización del Manual Único de Supervisión Basada en Riesgos (MUSBER) y con ello se implementó un sistema de calificación denominado GRENP, el cual evalúa el gobierno corporativo, riesgos, una evaluación económica financiera, el cumplimiento de la normatividad y la prevención de BC/FT/FPADM. 
Alineado al objetivo de la institución de adoptar estándares internacionales, se inició el proceso de adopción de full NIIF. Esto fue un requerimiento indispensable para poder promover en la plaza la adopción del estándar internacional XBRL (Xtensive Business Reporting Language), que permitirá reducir las desigualdades de información existentes entre el regulador y los regulados y ofrecer a los usuarios locales e internacionales una mejor interpretación en los conceptos financieros.
La Superintendencia de Bancos de Panamá se mantiene en constante seguimiento del comportamiento de las principales economías del mundo y de sus sistemas financieros, reafirmando su misión de velar por la continuidad en la adecuada aplicación de las sanas prácticas bancarias.
Como ente regulador y supervisor de la banca y del negocio fiduciario, reafirma su compromiso de continuar trabajando por mantener un centro bancario que está llamado a convertirse en el Centro Bancario Internacional de Latinoamérica y Hub Financiero para las Américas.

## Normas contables
Le corresponde a la Superintendencia de Bancos señalar los requisitos y normas técnicas de contabilidad para la presentación de los Estados Financieros de los bancos y demás información requerida sobre sus operaciones. En el año 2007, se emite la resolución general 001-2007 por el cual ratifica que las normas prudenciales de la Superintendencia privan sobre cualquier otra norma contable, por ejemplo las normas internacionales de información financiera.